# 王顯 (崇禎進士)
王顯，字純伯，直隸曲周縣人，明末清初政治人物。

## 生平
明朝崇祯三年（1630年）庚午科順天鄉試第二十名舉人，十年（1637年），登丁丑科进士。都察院观政，十一年授聊城知县，十四年升户部陕西司主事，十六年升吏部验封司主事，升考功司。清朝入关后，順治二年（1645年）六月，考选河南道监察御史，巡按兩浙鹽運，四年七月巡按蘇松等处。七年四月復補貴州道御史，八年甄别台员，外升湖广按察司佥事、下江道。